# Just Visiting
Just Visiting är en fransk-amerikansk komedifilm från 2001 i regi av Jean-Marie Poiré, med Jean Reno, Christina Applegate, Christian Clavier och Matt Ross i rollerna.

## Handling
Filmen handlar om en riddare och hans betjänt från 1100-talet som kommer till år 2000. En trollkarl försöker bota dem efter att en häxa gjort dem sjuka. Men något går snett och de färdas framåt i tiden. Riddaren möter en släkting som sakta lär honom om det nya århundradets seder. Men riddaren behöver resa tillbaka till sin egen tid och göra upp med häxan, därför börjar han leta efter en trollkarl.

## Om filmen
Filmen är en nyinspelning av den franska filmen Visitörerna från 1993.

## Rollista
| Jean Reno           | – greve Thibault av Malfete         |
| Christina Applegate | – Julia Malfete/prinsessan Rosalind |
| Christian Clavier   | – André le Pâté                     |
| Matt Ross           | – Hunter Cassidy                    |
| Tara Reid           | – Angelique                         |
| Bridgette Wilson    | – Amber                             |
| Richard Bremmer     | – kung Henry                        |
| John Aylward        | – Byron                             |
| George Plimpton     | – Dr. Brady                         |
| Malcolm McDowell    | – Wizard                            |